# 티몬 (기업)
티몬(TMON, 과거 명칭: 티켓몬스터(Ticketmonster))은 대한민국의 소셜 커머스 업체이다. 티몬은 2010년 5월 사업을 시작한 대한민국 최초의 소셜커머스 기업으로, 2017년 7월 티몬으로 사명을 변경했다. 미국 펜실베이니아 대학교 와튼 경영대학과 맥킨지 & 컴퍼니를 거친 신현성 의장과 대학동기, 카이스트 출신 2명 등과 함께 2010년 5월 10일에 설립하였다. 현재는 전인천, 장윤석 공동 대표체제로 운영되고있다. 본사는 서울특별시 강남구 압구정로 118, 아리지빌딩이다. 2011년(리빙소셜)과 2014년(그루폰) 2차례 M&A를 거쳐서 여러 글로벌 파트너의 투자를 받았다.

## 연혁
- 2010년 5월 10일: 국내 최초의 소셜 커머스 사이트 티켓몬스터로 사업 시작[1]
- 2017년 7월: 사명을 "티몬"으로 변경
- 2017년 12월: 오픈마켓 서비스 시작
- 2018년 11월: "타임어택"으로 타임커머스 시작
- 2018년 12월: 매주 월요일 티몬데이 일매출 신기록 경신, 타임커머스 본격화
- 2019년 5월: 퍼스트데이 수요일 최대 매출 달성
- 2019년 8월: 이커머스 최단시간 최다판매 한국기록원 공식 인증
- 2020년 3월: 첫 월 단위 흑자를 달성.[2]
- 2020년 11월: 이커머스 최초 개인정보보호 국제표준 ISO27701 획득
- 2021년 11월: 자체 신선식품 브랜드 티프레시(Tfresh) 론칭
- 2022년 9월 2일: 큐텐의 티몬 인수계약 체결[3]
- 2024년 7월 24일: 대규모 미정산·미환불 사태[4]
- 2024년 9월 10일: 서울회생법원측에 회생절차 개시
- 2025년 4월 14일: 티몬 최종 인수예정자로 '오아시스' 선정.[5]
- 2025년 6월 24일: 서울회생법원측의 회생계획안 강제인가 결정

## 사건사고
창업이후 매해 지속되는 적자와 자본잠식 때문에 급기야 2024년 7월 24일 모든 결제 수단 또는 택배서비스가 중단이 되었다. 2개월뒤인 9월 10일 서울회생법원에 의하여 회생절차 개시(2024회합100105회생)가 결정되었다. 언론은 구영배가 운영하는 큐텐 그룹 자회사인 큐익스프레스의 나스닥 상장을 위한 무리한 확장을 유력한 원인으로 보고 있다.
2025년 4월 오아시스는 티몬의 최종 인수예정자로 선정됐다. 이번 인수는 100% 신주 인수 방식으로 진행되며 인수대금은 116억원이다. 인수 이후 5년간 종업원 고용을 보장할 예정이다. 이와 별도로 추가 운영자금을 투입해 미지급 임금 및 퇴직금 등 공익채권 30억원, 퇴직급여충당부채 35억원 등도 변제할 계획이다. 하지만, 티몬의 총채권액 1조 2083억원과 이자 비용 등을 고려하면 변제율은 0.76% 수준이다.
6월 23일 서울회생법원측에서는 오아시스의 티몬 인수 회생계획안의 강제인가를 승인하였다.

## 같이 보기
- 쿠팡
- 위메프
- 우먼스톡